# NGC 2477
NGC 2477 é um aglomerado aberto na direção da constelação de Puppis. O objeto foi descoberto pelo astrônomo Nicolas Lacaille em 1751, usando um telescópio refrator com abertura de 0,5 polegadas. Devido a sua moderada magnitude aparente (+5,8), é fracamente visível a olho nu, mesmo em regiões distantes de cidades.